# Tokushige Kenta
Tokushige Kenta (徳重 健太 Tokushige Kenta, sinh ngày 9 tháng 3 năm 1984 ở Kagoshima) là một cầu thủ bóng đá người Nhật Bản hiện tại thi đấu cho V-Varen Nagasaki.

## Thống kê sự nghiệp
Cập nhật đến ngày 23 tháng 2 năm 2018.
| Thành tích câu lạc bộ | Thành tích câu lạc bộ | Thành tích câu lạc bộ | Giải vô địch | Giải vô địch | Cúp                   | Cúp                   | Cúp Liên đoàn | Cúp Liên đoàn | Tổng cộng | Tổng cộng |
| Mùa giải              | Câu lạc bộ            | Giải vô địch          | Số trận      | Bàn thắng    | Số trận               | Bàn thắng             | Số trận       | Bàn thắng     | Số trận   | Bàn thắng |
| Nhật Bản              | Nhật Bản              | Nhật Bản              | Giải vô địch | Giải vô địch | Cúp Hoàng đế Nhật Bản | Cúp Hoàng đế Nhật Bản | J. League Cup | J. League Cup | Tổng cộng | Tổng cộng |
| --------------------- | --------------------- | --------------------- | ------------ | ------------ | --------------------- | --------------------- | ------------- | ------------- | --------- | --------- |
| 2002                  | Urawa Red Diamonds    | J1 League             | 0            | 0            | 0                     | 0                     | 0             | 0             | 0         | 0         |
| 2003                  | Urawa Red Diamonds    | J1 League             | 0            | 0            | 0                     | 0                     | 0             | 0             | 0         | 0         |
| 2004                  | Urawa Red Diamonds    | J1 League             | 0            | 0            | 0                     | 0                     | 0             | 0             | 0         | 0         |
| 2004                  | Cerezo Osaka          | J1 League             | 1            | 0            | 0                     | 0                     | 0             | 0             | 1         | 0         |
| 2005                  | Urawa Red Diamonds    | J1 League             | 0            | 0            | 0                     | 0                     | 0             | 0             | 0         | 0         |
| 2005                  | Vissel Kobe           | J1 League             | 4            | 0            | 0                     | 0                     | 0             | 0             | 4         | 0         |
| 2006                  | Vissel Kobe           | J2 League             | 3            | 0            | 1                     | 0                     | -             | -             | 4         | 0         |
| 2007                  | Vissel Kobe           | J1 League             | 5            | 0            | 2                     | 0                     | 4             | 0             | 11        | 0         |
| 2008                  | Vissel Kobe           | J1 League             | 9            | 0            | 2                     | 0                     | 0             | 0             | 11        | 0         |
| 2009                  | Vissel Kobe           | J1 League             | 0            | 0            | 3                     | 0                     | 4             | 0             | 7         | 0         |
| 2010                  | Vissel Kobe           | J1 League             | 13           | 0            | 0                     | 0                     | 2             | 0             | 15        | 0         |
| 2011                  | Vissel Kobe           | J1 League             | 34           | 0            | 0                     | 0                     | 2             | 0             | 36        | 0         |
| 2012                  | Vissel Kobe           | J1 League             | 31           | 0            | 1                     | 0                     | 3             | 0             | 35        | 0         |
| 2013                  | Vissel Kobe           | J2 League             | 24           | 0            | 0                     | 0                     | -             | -             | 24        | 0         |
| 2014                  | Vissel Kobe           | J1 League             | 7            | 0            | 1                     | 0                     | 1             | 0             | 9         | 0         |
| 2015                  | Vissel Kobe           | J1 League             | 5            | 0            | 3                     | 0                     | 2             | 0             | 10        | 0         |
| 2016                  | Vissel Kobe           | J1 League             | 0            | 0            | 2                     | 0                     | 6             | 0             | 8         | 0         |
| 2017                  | Vissel Kobe           | J1 League             | 3            | 0            | 2                     | 0                     | 3             | 0             | 8         | 0         |
| Tổng                  | Tổng                  | Tổng                  | 139          | 0            | 17                    | 0                     | 27            | 0             | 183       | 0         |